# Fillade
La fillade è una roccia metamorfica a grana fine, che solitamente si forma da sedimenti pelitici nel corso di metamorfismo regionale di pressione da bassa a moderata e di bassa temperatura.
Tra i componenti essenziali, miche (in forma di sericite) e cloriti sono quelli che le conferiscono la caratteristica lucentezza o la colorazione grigio-verde.
Roccia foliata, può includere piccoli cristalli distinti (porfiroblasti) di granato negli strati ondulati.
La foliazione è dovuta all'allineamento di miche e cloriti in seguito a pressioni medi-basse.
La fillade spesso mostra pieghe di ampiezza ridotta.
Rappresenta uno stadio del metamorfismo tra l'ardesia e i micascisti.
È una roccia di basso grado metamorfico simile all'argilloscisto, ma se ne differenzia per l'origine non necessariamente composta da argille molto fini. Inoltre quarzo e feldspati sono presenti nella fillade in quantità maggiori che nelle argilliti.
In Italia affiorano filladi di formazione paleozoica in molte zone del basamento cristallino delle Alpi meridionali, quali le Piccole Dolomiti nel Vicentino, le Dolomiti bellunesi e il Trentino.